# Zuid-Tiroler Archeologiemuseum

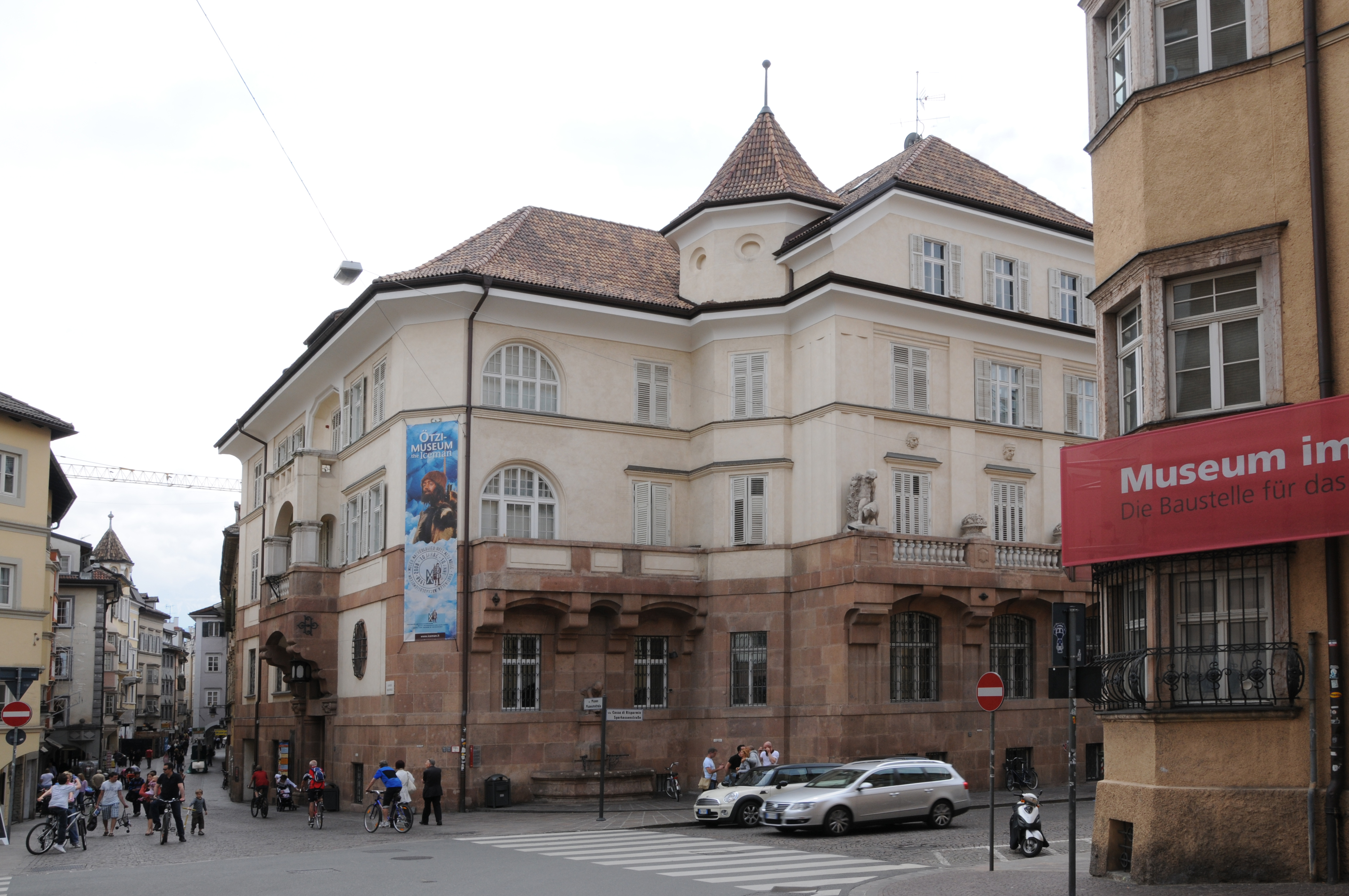
Het Zuidtiroler Archeologiemuseum

Het Zuid-Tiroler Archeologiemuseum (Italiaans: Museo archeologico dell'Alto Adige; Duits: Südtiroler Archäologiemuseum) is een archeologisch museum in Bolzano, in Zuid-Tirol in Italië.
Het museum is vooral bekend door de ijsmummie van Ötzi. Van 12 augustus tot 15 november 2006 vond er de tentoonstelling „Wolkenmenschen“ met de mummie Chachapoya plaats.

## Geschiedenis
Het gebouw in de Museumstraße (via Museo) gelegen tegenover het Bozner Stadtmuseum (Museo civico), was vroeger het gebouw van de Oostenrijkse Nationale Bank. Van 1919 tot in de jaren 1990 was het van de Banca d'Italia. Het museum is na verbouwingen in 1998 heropend.